# OKK Sloboda Tuzla
El Omladinski košarkaški klub Sloboda, o OKK Sloboda Tuzla, es un equipo de baloncesto bosnio que compite en la Liga de baloncesto de Bosnia y Herzegovina, la primera división del país. Tiene su sede en la ciudad de Tuzla. Disputa sus partidos en el SKPC Mejdan, con capacidad para 4.900 espectadores.

## Historia
El club fue fundado en 1946 en Tuzla bajo el nombre de KK Sloboda. El prefijo "club juvenil" (Omladinski) fue otorgado después de wle el club original, KK Sloboda, por decisión de la asamblea el 28 de septiembre de 2011, congeló sus actividades como entidad legal debido a una gran deuda financiera. Durante mucho tiempo, el club también actuó bajo el nombre de KK Sloboda-Dita. 
Durante la antigua Yugoslavia, el club jugó en la Primera Liga Federal de Yugoslavia (YUBA). Después de la declaración de independencia de la República de Bosnia y Herzegovina en los primeros años, Sloboda fue el club de baloncesto más exitoso, ganando la liga cinco veces, la copa seis veces y la supercopa siete veces. Sloboda jugó en la primera temporada de la Liga Adriática, terminando en quinto lugar como el club de baloncesto más exitoso de Bosnia y Herzegovina.
A finales de la primera década del siglo XXI, KK Sloboda experimentó un período difícil, que provocó la congelación del club el 28 de septiembre de 2011. Después de la reorganización del club, el recién formado Omladinski košarkaški klub comenzó desde la liga A2 North FBiH. OKK Sloboda mantuvo todos la estructura del KK Sloboda e inmediatamente se convirtió en miembro de la Asociación Deportiva Sloboda. En la temporada 2011/2012, OKK Sloboda ganó la liga A2 y logró la colocación en la liga A1 de FBiH, en la que en la temporada 2012/2013 terminó en segundo lugar y logró el ascenso a la máxima categoría. El patrocinador del club es Meridian.
En julio de 2019 aceptó la invitación para participar en la ABA Liga 2.

## Palmarés
- Liga de Bosnia y Herzegovina
  - Campeón (2): 1994, 1996

- Copa de Bosnia y Herzegovina
  - Campeón (5): 1994, 1995, 1996, 1999 y 2001